# Adolf Theuer
Adolf Theuer (även Adolf Teuer), född 20 september 1920 i Bolatice, död 23 april 1947 i Opava, var en tysk SS-Unterscharführer och dömd krigsförbrytare. Han tillhörde personalen i Auschwitz från 1940 till 1945.

## Biografi
Theuer var murare till yrket. År 1940 kommenderades han till Auschwitz med tjänstegraden SS-Rottenführer och tjänstgjorde som sjuksköterska. Han tillhörde även Desinfektionskommando som utförde gasningen av lägerfångar. Tillsammans med bland andra Hans Koch och Josef Klehr hällde Theuer Zyklon B-pellets genom ett hål i taket eller väggen in i gaskammaren. Dessa pellets utvecklade cyanvätegas i kontakt med luft.
Theuer var kvar i Auschwitz till lägrets evakuering i januari 1945. Kort därefter tjänstgjorde han i Ohrdruf, som var ett av Buchenwalds satellitläger.
Efter andra världskriget ställdes Theuer och SS-Aufseherin Sophie Hanel inför en tjeckoslovakisk domstol och dömdes till döden. De avrättades genom hängning.